# Heinrich Kraft (Theologe)

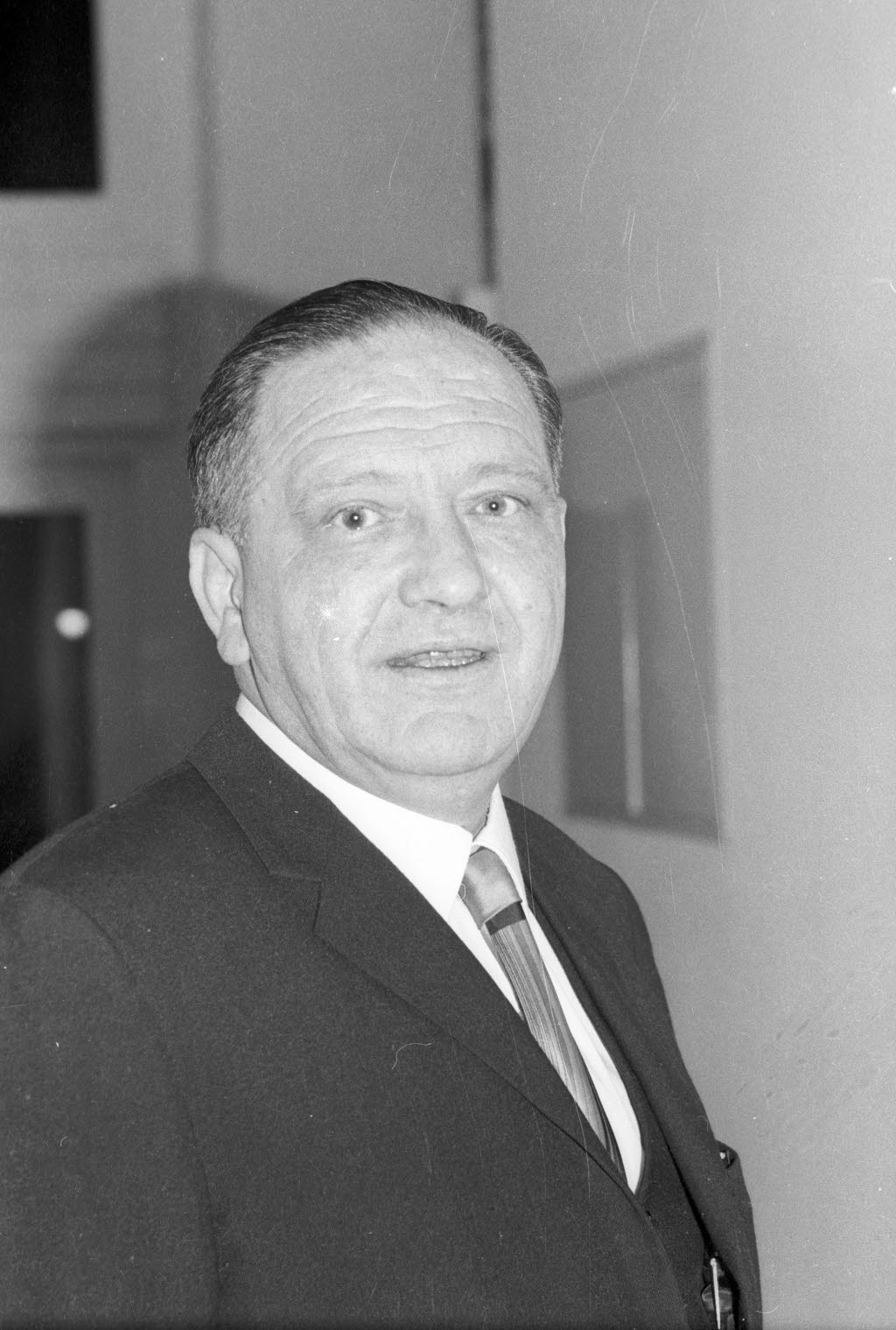
Heinrich Kraft (1968)

Heinrich Kraft (* 1. Juli 1918 in Darmstadt; † 21. März 1998 in Kiel) war ein deutscher evangelisch-lutherischer Theologe. Er lehrte Theologie (Kirchengeschichte) in Heidelberg und Kiel sowie als Gast an zahlreichen in- und ausländischen Universitäten.
In den Jahren 1937–1939 studierte Kraft Chemie in Darmstadt. Geprägt durch seine Erlebnisse im Zweiten Weltkrieg, an dem er 1939–1945 teilnahm, wechselte er zur Theologie, deren Studium er an der Ruprecht-Karls-Universität Heidelberg 1945 begann und 1948 mit dem 1. Theologischen Examen abschloss. Er wurde dann Assistent von  Hans Freiherr von Campenhausen, bei dem er 1950 zum Thema Untersuchungen zu den Gemeinschafts- und Lebensformen häretischer und christlicher Gnosis des zweiten Jahrhunderts promovierte.
Seine Habilitation erfolgte 1954 mit einer Habilitationsschrift über Kaiser Konstantins religiöse Entwicklung. 1958 wurde er zum außerordentlichen Professor für Kirchen- und Dogmengeschichte an der Christian-Albrechts-Universität zu Kiel berufen. 1963 wechselte er in eine ordentliche Professur, die er bis zu seiner Emeritierung 1983 innehatte. Bis zur Berufung seines Nachfolgers Reinhart Staats 1984 vertrat er noch seinen Lehrstuhl. Danach wurde er Sekretär der Luther-Akademie in Ratzeburg.
Im Jahre 1957 war Kraft Mitbegründer der bis heute international tätigen Patristischen Arbeitsgemeinschaft zur Erforschung der Geschichte des Christentums der ersten Jahrhunderte. Im Jahre 1959 erhielt er die Ehrendoktorwürde der Ruprecht-Karls-Universität Heidelberg. Krafts Hauptinteresse galt neutestamentlichen Themen und dem Christentum in den ersten nachchristlichen Jahrhunderten. Er war auch ein herausragender Fachmann für die koptische Sprache.

## Schriften (Auswahl)
- Kaiser Konstantins religiöse Entwicklung. J. C. B. Mohr, Tübingen 1955 (zugleich Habilitationsschrift).
- Weisheit der Väter. Ein Kirchenväter-Brevier. Agentur des Rauhen Hauses, Hamburg 1957.
- (mit Ursula Früchtel): Clavis Patrum Apostolicorum. Kösel, München 1963.
- Die Kirchenväter bis zum Konzil von Nicaea. Schünemann, Bremen 1966.
- Kirchenväterlexikon. Kösel, München 1966.
- Die Offenbarung des Johannes (Handbuch zum Neuen Testament, Bd. 16). J. C. B. Mohr, Tübingen 1974, ISBN 3-16-135682-9.
- Lex Orandi – Lex Credendi. Bemerkungen zum Vorentwurf des neuen Gesangbuches, in: Gebeteter Glaube. Festschrift der Lutherischen Konferenz in Hessen und Nassau für Hellmuth O.F. Gibb, Frankfurt a. M. 1989.
- Die Entstehung des Christentums. Wissenschaftliche Buchgesellschaft, Darmstadt 1981; 31990, ISBN 978-3-534-07507-2.
- Einführung in die Patrologie. Wissenschaftliche Buchgesellschaft, Darmstadt 1991, ISBN 978-3-534-02441-4.
- Die Bilder der Offenbarung des Johannes. Lang, Frankfurt am Main u. a. 1994, ISBN 978-3-631-47290-3.
- Die großen Denker der christlichen Antike. Bechtermünz, Augsburg 1999.

Als Herausgeber
- Martin Dibelius: Botschaft und Geschichte. Gesammelte Aufsätze. 2 Bände. J. C. B. Mohr, Tübingen 1953/1956.
- (mit Antonia Wlosok): Laktanz: De Ira Dei: Vom Zorne Gottes. Wissenschaftliche Buchgesellschaft, Darmstadt 1957; 41983, ISBN 978-3-534-06044-3.
- Frederik van der Meer, Christine Mohrmann: Bildatlas der frühchristlichen Welt. Gütersloher Verlags-Haus, Gütersloh 1959.
- Texte der Kirchenväter. 5 Bände. Kösel, München 1963–1966.
- Eusebius von Caesarea: Kirchengeschichte. Wissenschaftliche Buchgesellschaft, Darmstadt 1967; 52006, ISBN 978-3-534-19585-5.
- Konstantin der Grosse (= Wege der Forschung, Bd. 131). Wissenschaftliche Buchgesellschaft, Darmstadt 1974, ISBN 3-534-03870-3.
- Schrift und Auslegung (= Veröffentlichungen der Luther-Akademie Ratzeburg, Bd. 10). Martin-Luther-Verlag, Erlangen 1987.